# Nuoro
Nuoro (sardinski: Nùgoro) je grad i općina (comune) u pokrajini Nuoru u regiji Sardiniji, Italija. Nalazi se na nadmorskoj visini od 549 metara i ima 36 925 stanovnika.
 Prostire se na 192,06 km². Gustoća naseljenosti je 192 st/km².
Susjedne općine su: Benetutti, Dorgali, Mamoiada, Oliena, Orani, Orgosolo i Orune.